# The Uplift Mofo Party Plan
The Uplift Mofo Party Plan a Red Hot Chili Peppers együttes 1987-ben megjelent harmadik albuma, melyen először és utoljára játszottak stúdióalbumon együtt a zenekar eredeti, 1983-as felállásának tagjai (Anthony Kiedis, Flea, Hillel Slovak, Jack Irons). Hillel Slovak hamarosan herointúladagolásban elhunyt, Jack Irons elhagyta az együttest. Sokan ezt tartják az együttes egyik legjobb albumának.
A „Fight Like a Brave” című első szám hallható volt a 2001-ben kiadott Tony Hawk's Pro Skater 3 játékban is.

## Számok
- A másként feltüntetetteket leszámítva minden szám szerzője Flea, Irons, Kiedis és Slovak.

1. Fight Like a Brave – 3:53
2. Funky Crime – 3:00
3. Me & My Friends – 3:09
4. Backwoods – 3:08
5. Skinny Sweaty Man – 1:16
6. Behind the Sun (Beinhorn, Flea, Irons, Kiedis, Slovak) – 4:40
7. Subterranean Homesick Blues (Dylan) – 2:34
8. Party On Your Pussy („Special Secret Song Inside” on pre-remaster versions) – 3:16
9. No Chump Love Sucker – 2:42
10. Walkin’ on Down the Road (Flea, Irons, Kiedis, Martinez, Slovak) – 3:49
11. Love Trilogy – 2:42
12. Organic Anti-Beat Box Band – 4:10

2003 Remastered Version Bonus Tracks
1. Behind the Sun (instrumental demo) (Beinhorn, Flea, Irons, Kiedis, Slovak) – 2:55
2. Me & My Friends (instrumental demo) – 1:56

## Érdekességek
- A „Me & My Friends” hivatalos címe „Me and My Friends”.[1]
- „Fight Like a Brave” szám Kiedis az őslakosok kultúrája iránt tanúsított érdeklődését mutatja.
- Az együttes tagjai és a kritikusok is többször panaszkodtak Flea dobolásának rossz hanghatásáról a felvételeken.
- A „Skinny Sweaty Man” címében is Hillel Slovak gitárosra utal.

## Készítők
- Anthony Kiedis – ének
- Michael „Flea” Balzary – basszus
- Hillel Slovak – gitár (szitár a „Behind The Sun”-ban)
- Jack Irons – dobok
- Michael Beinhorn – háttérvokál, producer
- Angelo Moore – háttérvokál
- John Norwood Fisher – háttérvokál
- David Kenoly – háttérvokál
- Annie Newman – háttérvokál
- Judy Clapp – hangmérnök